# Emma Beddoes
Emma Charlton (* 29. August 1985 in Leamington Spa als Emma Beddoes) ist eine ehemalige englische Squashspielerin.

## Karriere
Emma Beddoes begann 2003 ihre Karriere und gewann zehn Titel auf der WSA World Tour. Ihre höchste Platzierung in der Weltrangliste erreichte sie im September 2015 mit Rang elf. Bei den Weltmeisterschaften in den Jahren 2011, 2012 und 2013 stand sie jeweils in der ersten Runde des Hauptfeldes, verpasste aber den Einzug in die Folgerunde. 2014 erreichte sie schließlich erstmals das Achtelfinale. Mit der englischen Nationalmannschaft gewann sie 2011 und 2014 die Europameisterschaft sowie 2014 die Weltmeisterschaft. Bei den Commonwealth Games 2014 gewann sie mit Alison Waters die Bronzemedaille im Doppel. Im Jahr 2015 war sie erneut Teil der englischen Mannschaft, die den Europameistertitel gewann.
Sie beendete im April 2016 ihre Karriere. Drei Monate später heiratete sie den Squashspieler Eddie Charlton.

## Erfolge
- Weltmeister mit der Mannschaft: 2014
- Europameister mit der Mannschaft: 3 Titel (2011, 2014, 2015)
- Gewonnene WSA-Titel: 10
- Commonwealth Games: 1 × Bronze (Doppel 2014)